# 孙正 (政治人物)
孙正（1918年—1992年），男，山东济南人，中华人民共和国政治人物，中国人民解放军少将，曾任中华人民共和国商业部副部长。